# Seznam vietnamských aerolinií
Seznam vietnamských aerolinií je seznamem leteckých dopravců Vietnamu.

## Přehled
| Název                       | Foto             | IATA | ICAO | Zahájení činnosti | Velikost flotily |
| --------------------------- | ---------------- | ---- | ---- | ----------------- | ---------------- |
| Air Mekong                  |                  | P8   | MKG  | 2010              | 4                |
| Bamboo Airways              |                  | QH   | BAV  | 2019              | 7                |
| Jetstar Pacific Airlines    | Boeing 737-400   | BL   | PIC  | 1991              | 5                |
| Vietnam Air Service Company | ATR-72           | 0V   | VFC  | 1987              | 2                |
| VietJet Air                 | Airbus A320      | VJ   | VJC  | 2011              | 8                |
| Vietnam Airlines            | Boeing 777-200ER | VN   | HVN  | 1956              | 85               |

## Charakteristika

Logo aerolinek Jetstar

### Jetstar
Nízkonákladová letecká společnost se sídlem na letišti Tân Sơn Nhất v Ho Či Minově Městě. Společnost provozuje pravidelné vnitrostátní a mezinárodní služby spolu s charterovými lety.

### Vietnam airlines
Letecká společnost se sídlem na letišti Tân Sơn Nhất v Ho Či Minově Městě a letišti Nội Bài v Hanoji. Společnost provozuje pravidelné vnitrostátní a mezinárodní služby. Od října 2010 je členem aliance leteckých společností SkyTeam.

### VietJet Air
První vietnamská soukromá společnost. Od 27. února 2012 provozuje 360 letů a dopraví více než 40 000 cestujících.

### Vietnam Air Service Company (VASCO)
Letecká společnost se sídlem na letišti Tân Sơn Nhất v Ho Či Minově Městě. Létá především z Ho Či Minova Města do Severního Vietnamu a na vietnamské ostrovy.